# Космическое семя
«Космическое семя» (англ. «Space Seed»), другой перевод «Семя в космосе» — двадцать второй эпизод первого сезона американского научно-фантастического телесериала «Звёздный путь», впервые вышедший на телеканале NBC 16 февраля 1967 года.
Этот эпизод стал основой для полнометражного фильма «Звёздный путь 2: Гнев Хана», выпущенного в 1982 году. Главного антагониста как в эпизоде сериала, так и в фильме сыграл Рикардо Монтальбан. Также в 2013 году в прокат вышел фильм Стартрек: Возмездие, в котором в альтернативной вселенной вновь появляется Хан, его сыграл Бенедикт Камбербэтч.

## Сюжет
В звёздную дату 3141.9 звездолёт Федерации Энтерпрайз под командованием Джеймса Тиберия Кирка находит космический корабль, дрейфующий по галактике. При изучении звездолёта выясняется, что это грузовое судно и его название «Ботани-Бей», однако в бортовом компьютере нет ни одной записи о таком судне. Делается предположение, что такой корабль мог быть запущен с Земли в 1990-х, в это время на планете шли Евгенические войны.
Доктор МакКой сканирует «Ботани-Бей» и обнаруживает в нём признаки жизни, хотя он не совсем уверен, что это люди. На грузовик телепортируется десант в составе капитана Кирка, доктора МакКоя, главного инженера Скотта и историка Марлы МакГиверс. МакГиверс капитан выбрал потому, что она специализируется на истории конца XX века. Десант находит в звездолёте 84 человека, 72 из которых всё ещё живы, но находятся в состоянии анабиозного сна уже более двухсот лет. МакГиверс находит криогенную капсулу, в которой, по её мнению, находится лидер этой группы. Внезапно капсула активируется и мужчина, находящийся внутри, начинает просыпаться, но система жизнеобеспечения неисправна и человек может умереть. Кирк разбивает стеклянную оболочку камеры и достаёт человека, которого вскоре доставляют на «Энтерпрайз» для оказания медицинской помощи.
«Энтерпрайз» берёт «Ботани-Бей» на буксир и направляется к Звёздной базе 12 в звёздной системе Гамма 400. В лазарете в себя приходит выведенный из анабиоза человек из XX века. Мужчина очнулся, сразу же выхватил скальпель и приставил его к горлу доктора МакКоя, требуя объяснить где он находится. МакКой хладнокровно говорит, что если незнакомец собирается убить его, то ему следовало бы приставить скальпель к сонной артерии. Мужчина, впечатлённый храбростью доктора, опускает скальпель и представляется как Хан. Первый офицер Спок обращается к компьютеру и узнаёт, что Хан Нуниен Сингх является продуктом евгенической модификации, идеальным солдатом. Он и его последователи взбунтовались во время Евгенических войн и захватили около трети планеты, в их руках были правительства сорока государств. Ближе к концу войны около 80-90 суперсолдат пропали без вести, самым опасным из которых считается Хан.
В это время Хана селят в просторной каюте, но дверь запирают и приставляют вооружённую охрану. МакГиверс отправляется поговорить с ним. Вскоре девушка влюбляется в Хана и тот путём психологической манипуляции заставляет её подчиняться любым его приказам. МакГиверс тайно телепортирует Хана на его корабль, где он оживляет других суперлюдей, а после этого переправляет их на «Энтерпрайз». Он и его солдаты захватывают судно. Хан, изучивший звёздолёт во время восстановления в лазарете, отключает систему жизнеобеспечения на капитанском мостике и находящиеся там теряют сознание. Глава преступников помещает Кирка в декомпрессионный резервуар и угрожает задушить его, если команда не подчинится Хану. МакГиверс чувствует вину и освобождает капитана. Споку удаётся пустить в вентиляционные каналы усыпляющий газ, но Сингху удаётся избежать отравления. На инженерной палубе Хан пытается уничтожить корабль, но ему мешает Кирк, который и обезвреживает преступника.
Джеймс Кирк решает, что Хан и его команда должны быть изгнаны, а местом из назначения выбирает планету Альфа Кита V, где царит беззаконие, жестокий и предательский мир, что, по мнению капитана, является отличным местом для такого человека как Хан. Последний впечатлён идеей и принимает предложение. Вместо трибунала лейтенант МакГиверс выбирает ссылку с Ханом.
Спок задаётся вопросом, что сделает Хан с планетой за сто лет. А Кирк спрашивает у Скотти, читал ли тот «Потерянный рай» Джона Милтона, и сравнивает изгнание Хана с изгнанием Сатаны из Рая.

## Создание
Писатель Кари Вайлбер предложил историю Хана ещё в сентябре 1966 года, в самом начале съёмок «Звёздного пути». Изначально антагониста звали Гарольд Эриксон, это был обычный уголовник, сосланный в космос в состоянии анабиоза, который захотел захватить «Энтерпрайз» и сделать его пиратским судном. Джин Л. Кун предложил идею супермена, правившего когда-то частью Земли, который станет настоящим конкурентом Кирка. После персонаж претерпел другие изменения, из блондина он превратился в темноволосого и получил имя Хан Нуниен. «Нуниен» было предложено Джином Родденберри, у которого был китайский друг с такой фамилией, но он потерял с ним контакты. Родденберри надеялся, что Ван Нуниен увидит этот эпизод и свяжется с ним.

## Отзывы
Зак Хэндлен из The A.V. Club дал эпизоду оценку «A», отметив Спока и Кирка, а также взаимодействие этих персонажей, подтверждающее их дружбу. По его мнению, в эпизоде много сильных характеров.
В 2016 году The Hollywood Reporter поставил эпизод на 5-е место среди ста лучших телевизионных эпизодов всех телевизионных франшиз «Звёздный путь», включая живые выступления и мультсериалы, но не считая фильмы.